# Спасителите
„Спасителите“ (на английски: The Rescuers) е американски анимационен филм на компанията Уолт Дисни. Премиерата му в САЩ е на 22 юни 1977 г. Това е 23-тият филм от поредицата „Класически анимационни филми“ на Дисни (Walt Disney Animated Classics).
Филмът разказва за международна организация от антропоморфни мишки, които оказват помощ на жертви на отвличане от цял свят. Две от тях — неувереният Бърнард (Боб Нюхарт) и елегантната Мис Бианка (Ева Габор) — се заемат да помогнат на сирачето Пени (Мишел Стейси), отвлечено и задържано против волята си от търсачката на съкровища Мадам Медуза (Джералдин Пейдж).
Филмът се базира на книги от поредицата романи за деца „Спасителите“ на английската писателка Марджъри Шарп, най-вече „Спасителите“ (1959) и „Мис Бианка“ (1962).
През 1990 г. излиза продължението „Спасителите в Австралия“.